# Sing a Country Song
Sing a Country Song è un documentario musicale del 1973 diretto da Jack McCallum.

## Contenuto
Esibizioni e interviste ai cantanti country Billy Joe Shaver, Duane Eddy, Tex Ritter, Sonny Curtis, Red Steagall e altri, riprese a Los Angeles e Nashville.

## Produzione
Il budget del film era di 100.000 dollari canadesi.